# Kiyaga
Kiyaga är ett vattendrag i Burundi.   Det ligger i provinsen Ruyigi, i den centrala delen av landet, 110 kilometer öster om huvudstaden Bujumbura.
I omgivningarna runt Kiyaga växer huvudsakligen savannskog. Runt Kiyaga är det ganska glesbefolkat, med 42 invånare per kvadratkilometer.